# Vasvári Pál (történész)
Vasvári Pál (eredeti nevén Fejér Pál; Bűd, 1826. július 14. – Havasnagyfalu, 1849. július 6. vagy július 13.) író, történész, pedagógus, filozófus, politikus, forradalmár, a „márciusi ifjak” egyik vezéralakja, honvéd őrnagy.

## Családja, származása
Vasvári Pál őseiről, a Fejér családról kevés adat maradt fenn. Thallóczy Lajos – Vasvári Pál első életrajzírójának megállapítása szerint „Bocskay-féle armalis hajdu család.”[1] A hajdúkat, akik egyik hadnagya, Fejér Márton volt, még I. Rákóczi György özvegye, Lórántffy Zsuzsanna telepítette be a Nyírségbe a XVII. század közepe táján.
Vasvári Pál nagyapja, Fejér János felszabadított jobbágy volt, 1746-ban született Nyírgelsén. Bacsinszky András munkácsi görögkatolikus püspök szentelte pappá 1774-ben, ezt követően 1781-ig Mándokon, 1795-ig Palágyon, majd 1814-ig szülőfalujában, Nyírgelsén volt parókus. Nyugdíjas éveit lányánál, Sáránál (1783/86-1844), valamint annak férjénél, Zékány Bazil (László) (1781-1847) parókusnál töltötte, Penészleken hunyt el 1825/26. körül. Felesége Kőmíves Rozália volt, akitől több gyermeke született. Az előbb említett Sára nevű leánygyermekén kívül 3 fiúgyermek nevét tudjuk, akik édesapjuk hivatását folytatták, éspedig György (1776-1837, Gergely néven) szerzetesként, János (1774-1845) és Pál – (Vasvári Pál) édesapja – pedig parókusként. János fia (szintén János (1802-1879) – Vasvári Pál unokatestvére) 1829 és 1879 között Nyírcsászári parókusa volt. Az ő fia volt az a Fejér Emánuel (1840-1912) munkácsi egyházmegyei olvasókanonok, a munkácsi egyházmegye főtanfelügyelője, akit néhány internetes forrás tévesen Vasvári Pál testvéreként említ.
Fejér Pál – Vasvári édesapja – 1786. január 25-én született Palágyon, 1813. december 12-én szentelte pappá Bradács János munkácsi segédpüspök, majd édesapja mellé Nyírgelsére rendelte kisegítő lelkésznek. 1814-től 1821-ig Dámócon volt parókus. Ezután 1827-ig adminisztrátor volt Bűdön, mivel a falu kegyura, Dogály János nem engedte parókussá kinevezni, mert mást kívánt a posztra. 1827 és 1836. között Hajdúböszörményben volt parókus. Hajdúböszörmény volt az ún. Hajdú Kerület székhelytelepülése, az ottani parókus látta el többek között, Balmazújváros, Hajdúszoboszló, Nádudvar, Püspökladány, sőt Debrecen görögkatolikus híveit is. 1836-ban Nyírvasváriba került, ahol a nyíri esperesi kerület konfesszáriójaként (gyóntatójaként) is tevékenykedett. Fia innen vette fel a 'Vasvári' nevet. Nyugdíjasként – pontosan meg nem állapítható időpontban – Gebére (ma: Nyírkáta) költözött, Sára nevű néhai nővérének Zékány Márta (1817-1883) nevű leányához és annak férjéhez, Lengyel Teodor (1808-1862) parókushoz, és ott halt meg 1851. április 4-én.
Még felszentelése előtt, 1813. június 8-án, az Abaúj-Torna vármegyében lévő Gadna községben megnősült, feleségül vette Méhey Erzsébetet, a gadnai parókus, egyúttal csereháti esperes, Méhay János leányát. Méhay Erzsébet – Vasvári Pál naplóbejegyzésének tanúsága szerint – 1843-ban hunyt el valószínűleg Nyírvasváriban, sajnos erről bizonyosság nem szerezhető, illetőleg a pontos időpont nem állapítható meg, mivel a nyírvasvári görögkatolikus anyakönyveket a II. világháború végén a román csapatok megsemmisítették. Méhay János később magas egyházi tisztséget töltött be, 1816-ben alakult a Munkács Egyházmegye kassai külhelynökségéből az Eperjesi Egyházmegye, melynek a nagyprépostja, a második embere lett, egészen 1835. január 28-án bekövetkezett haláláig.
Fejér Pál és Méhay Erzsébet házasságából Dámócon két fiúgyermek született, éspedig 1815. július 24-én Ágoston, 1818. november 7-én pedig János.
Ágoston valószínűleg az 1830/40-es évek fordulójától a Nagyvárad melletti Radvány községben élt haszonbérlőként. Nős volt Keresztesi Karolinával. Radványban vagy a ma Nagyvárad részét képező Váradolasziban 1843 körül született Elek nevű gyermeke, aki később ítélőtáblai bírói címmel és jelleggel felruházott budapesti törvényszéki bíró volt és akit több internetes és írott forrás, szintén mint Vasvári Pál testvérét említi. Nevezett 1911-ben hunyt el. Nős volt Czeripp Lujzával, akitől 1869-ben Irén nevű gyermeke született, aki azonban még szülei előtt elhalálozott, illetőleg Czeripp Lujza Fejér Elek halála után végrendelete szerint, melyben vagyonát oldalági rokonaira hagyta, szükségörököse, azaz gyermeke nem volt, így Vasvári Pálnak ezen az ágon sincs oldalági leszármazottja. Ágoston másik gyermeke 1849. június 17-én született és 2 nappal később a váradolaszi (ma Nagyvárad része) római katolikus templomban keresztelték, a Pál nevet kapta. Keresztszülei Sztepanovicz Amália, Bandi Józsefné és Vasvári Pál miniszteri titkár voltak. Vasvári Pál ekkor még nyilván nem tudhatta, hogy életéből alig több mint 2 hét van hátra. Keresztgyermekéről forrást nem találtam, azt gyanítom, hogy nem élte meg a felnőttkort. Ágoston családjával valószínűleg a szabadságharc leverését követően a mai Hajdú-Bihar vármegye, berettyóújfalui járásában, a román határ közelében lévő Biharkeresztesre (akkori nevén Mezőkeresztesre, amely nem tévesztendő össze a mai Borsod-Abaúj-Zemplén vármegye mezőkövesdi járásában lévő hasonnevű várossal) költözött. Nevezettet a gr. Teleki Blanka ellen folyt bűnvádi eljárásban – melynek során 10 évi várfogságra ítélték – 1851-ben tanúként hallgatták ki. 1851 és 1853 között biztosan, de lehetséges, hogy már 1849-től, illetőleg 1853 után is Biharkeresztes község bírája, azaz elöljárója (mai kifejezéssel polgármestere) volt. Nagy valószínűséggel 1868. előtt hunyt el.
Vasvári Pál másik testvéréről, Fejér Jánosról pedig a nevén és a születési idején kívül más nem tudható. Csupán az bizonyos, hogy a felnőttkort szintén megérte, és Ágostonhoz hasonlóan ő sem követte édesapja lelkészi hivatását.
[1]Thallóczy Lajos: Vasvári Pál és a pesti egyetemi ifjúság. 1844-1848/49. Bp. 1882. Thallóczy Lajos (1857-1916) történész, politikus.

## Élete
Vasvári Pál 1826. július 14-én Tiszabűdön született Fejér Pál néven. Elemi iskolai tanulmányait Hajdúböszörményben végezte, majd 1837-től a nagykárolyi piarista gimnáziumba került. Itt mindvégig első eminens, kiváló tanuló, a Károlyi grófok támogatták, házitanítóként is működött a Károlyi grófok tisztviselőinek gyermekei mellett, egyes források szerint gr. Károlyi Lajos gyermekeit is tanította. Mint legkiválóbb tanuló végzésként ő búcsúzott tanáraitól évfolyama nevében. 1843-ban a Károlyi grófok támogatásával beiratkozott a pesti egyetemre, ahol bölcsészet szakon történelmet és természettant hallgatott, de idővel Horvát István hatása miatt teljesen a történelemnek szentelte magát. Már egyetemi hallgatóként vezérszerepet vitt az ifjúság körében. 1847-ben a Teleki Blanka által alapított nevelőintézetbe került tanárnak. Ugyanebben az évben kezdte el használni a Vasvári nevet, s az 1848. január elején megjelent Történeti Névtár című művében a kiadó, Magyar Mihály már Vasvári Pálként szerepelteti nevét.[2]1848 március 15-én a kitörő forradalom vezetői között tevékenykedett, fontos szerepe volt a 12 pont megalkotásában, majd a népgyűlés elé terjesztésében is. Petőfi a forradalom nevében lefoglalt nyomdagép mellett emlékezetből írta le a Nemzeti dal mámoros sorait. Vasvári ollóval a kezében várta egy-egy újabb versszak megszületését, felszabdalta a papírt, hogy gyorsabban dolgozhassanak a betűszedők. Tagja lett a Közcsendi Bizottmánynak is, és ő üdvözölte hivatalosan a Batthyány-kormánynak Pozsonyból, az országgyűlésről április 14-én Pestre érkező tagjait.
Vasvári április 30-ától a belügyminisztériumban volt fogalmazó, június 15-étől a pénzügyminisztériumban titkár. Noha kormánytisztviselőként tevékenykedett, radikális nézeteiből nem engedett, s július 16-án belépett a kormány radikális ellenzékét tömörítő Egyenlőségi Társulatba. Szeptember 22-én Vasvári "magán dolgaira" útlevelet kért és kapott Pest megyétől Somogy, Tolna és Veszprém vármegyébe. Valójában azonban nem magánútról volt szó, amit maga az úticél is bizonyít, hiszen Jellačić betörő csapatai ekkor már Somogy vármegye területén nyomultak előre. Vasvári ajánlólevelet kapott Madarász László képviselőtől, az Egyenlőségi Társulat elnökétől is. Vasvári eredeti úticélja Somogy vármegye igali járása, Kiliti, Hídvég, Tab környéke volt. A horvát hadsereg ezen az útvonalon, a Balaton déli partján nyomult előre, s Vasvári feladata nyilvánvalóan az itteni népfelkelés megszervezése lett volna. Ám amikor Vasvári megkapta a megbízólevelet, a magyar hadsereg már Lepsénytől vonult vissza Székesfehérvár felé, s rövidesen a város feladásáról is megszületett a döntés.
Vasvári – Somogy vármegyébe immáron nem juthatván el – Székesfehérvárra, majd a magyar hadsereggel együtt a sukorói táborba ment. Itt valóban "izgatott" annak érdekében, hogy a tisztikart a megütközésre bírja. Szeptember 27-én Velencéről küldött tudósítást a Március Tizenötödikének. "seregünk már ide nehezen akart jönni, s általános a hír, miszerint innen tovább hátra nem fog vonulni". A csatát nem akarják a fővároshoz vinni, mert ezáltal felbátorítanák az ellenséget. Szeptember 28-án délben Vasvári futárként a fővárosba érkezett Batthyány Lajos miniszterelnök levelével és azzal a hírrel, hogy Jellasics 24 órás fegyverszünetet kötött. Amíg Pázmándy Dénes, a képviselőház elnöke zárt ülésre hívta össze a képviselőket, Vasvári a képviselőház erkélyéről tájékoztatta az összegyűlt népet a magyar hadsereg harckészségéről.
.Október 2-18. között a Fővárosi Csapat parancsnoka volt a dunántúli táborban (Petőfi István, a költő édesapja ebben a csapatban szolgált „vén zászlótartóként”).
A gyermek egyedül nem képes útnak indulni, vezetőre van szüksége. Kiskorú nemzetnél ez alapja a fővezéri hatalomnak. A népet vezeti egy tapasztaltabb, okosabb férfiú. A tömeg ragaszkodása egy ily vezérhez igen természetszerű. Nála látják elrejtve jövőjök kulcsait, gyermeki bizalommal simulnak hozzá. Olyan e vezér, mint a mágnesvas, melyre az apró vasporszemek köröskörül ráragadnak. Lehet-e bűnről vádolni e delejvasat azért, hogy annyi apró porszemet magához láncol? A keblében rejtett erő láthatlan hatalma vonzza magához e kis részeket, s ezek önkéntesen simulnak hozzá. Tapasztalatlan népnél vezér csak az lehet, ki ily benső varázserővel bír.
Vagy a martonvásári, vagy a pándorfalvi táborban írta a következő sorokat:
Én is ott járok a viharos események közt, mint Plinius egykor a Vezúv hegy tűzokádásánál, a természet roppant tüneményét vizsgálva, hogy az utókornak leírja… s míg az utókorról gondoskodott, a lávatömeg őt eltemeté…
A főváros feladását követően, 1849. január 16-án Kossuth, az Országos Honvédelmi Bizottmány elnöke „népfelvilágosítóként” Bihar vármegyébe küldte, ahol január 31-étől a később Rákóczi nevét viselő szabadcsapat szervezője, majd parancsnoka volt Bihar, Szatmár és Szabolcs vármegyékben. Csapatával áprilisban került az észak-erdélyi hadszíntérre, ahol július 6-án esett el Erdélyben, Váleamáre és Havasnagyfalu közelében, a Gyalui-havasokon a Nicolae Chorchesiu vezette román fölkelőkkel vívott harcban. (A korábbi szakirodalomban tévesen szerepel a július 13-i dátum).
Vasvári haláláról több verzió is ismert, egyes források szerint lelőtték, mások szerint fejszecsapástól találva bukott el, majd lándzsával átszúrták. A havasi harcok brutalitását ismerve, elképzelhető, hogy a puskagolyótól talált Vasvárinak az odaérkező román felkelők valamelyike valóban fejszével, majd lándzsával adta meg a végső csapást, illetve döfést.
A különítmény nagy része – a Rákóczi-szabadcsapat mintegy nyolcvanfőnyi veszteséggel – ugyan keresztülvágta magát a román felkelőkön, de a vezérét vesztett alakulat önállósága csakhamar megszűnt. Maradékát július végén beosztották a 49. honvédzászlóalj tartaléka néven szervezett alakulatba. Az új zászlóalj már nem került harcba. Kolozsvár feladása után az észak-erdélyi magyar csapatokkal együtt Zsibóra húzódott vissza, s itt tette le a fegyvert augusztus 24-én.
Földi maradványait Teleki Blanka grófnő kerestette, de nem kerültek elő.

## Munkái
Ifjabb éveiben Sali Bánk álnév alatt elbeszéléseket írt a szépirodalmi lapokba.
A Kisfaludy Társaság 1845-ben meghirdetett vígeposzpályázatára írta „A szerelmes bajnok” című művét, hexameteres versformában. Forrásnak Károly Róbert egy oklevelét használta fel. A király "lovagi játékban Hunt-Pázmán Mihálynak három fogát kiütötte, miért őt ugyananyi helységgel ajándékozta meg". (A történetet Arany János is feldolgozta Pázmán lovag című vígballadájában.)

### Cikkei
- a Társalkodóban (1846. 97. sz. Szóemelés a Horvát-gyűjtemény ügyében)
- az Életképekben (VI. 1846. Bús napok, Óriási terv Zsigmond király korából, Michelet és a német tudományos rendszer, VIII–X. 1847–48. Árpádi Andor, Irányeszmék, A márcziusi ifjúság, Irányeszmék az első franczia forradalomból, Irányrajzok: 1. Az ember és tényei. 2. Mysticus)
- a Pesti Divatlapban (1846. 30., 31. sz. II. Endre király halála, 1847. 12. sz. Omode Máté, árnyrajz a magyar nádornak életéből, 1848. 16., 17. sz. Az emberi műveltség vázlata)
- a Honleányok Könyvében (1847. Szentgyörgyi Czeczilia, Eseménypontok a világtörténet köréből. I. A barátság gyönyörű példája, II. Amarilla)
- a Losonczi Phönixben (I. 1851. Nemzetmozgalom Hunyadi Mátyás királylyá választásakor és az 1458-ki hongyűlés)
- a Történeti Lapokban (1875. 9. sz. Kiáltványa, Nagyvárad 1849. február 12.); a Magyarországban (1895. 352. s. Naplójából)

### Könyv alakban megjelent művei
- Végszó Tettes Ns. Horvát István kir. egyetemi tanár sírjánál. Pest, 1846. június 15. (Fejér Pál néven)
- Történeti Névtár. Hazánkban szerepelt nevezetes férfiak és hölgyek élet- és jellemrajzai; vezéreszmék, emlékszavak, népregék és korképekkel földerítve. I. folyam. Pest, 1847. Csák Máté kőnyomatos arcképével
- Válogatott politikai írásai (Budapest, 1948) Online
- Válogatott írásai (Budapest, 1956)
- Vasvári Pál elfelejtett írásai; vál., szerk. Danyi Gábor, Kovács Andrásné, Simor András; Táncsics Gimnázium, Bp., 1985 (Táncsics-sorozat)
- Irányeszmék (Magvető Könyvkiadó, Budapest, 1988)[7] ISBN 963141308X
- „A márciusi ifjak egyike én valék”, (Válogatott írások, beszédek, levelek) (Budapest, 1988) (Válogatta, előszóval, bibliográfiával és jegyzetekkel ellátta: Danyi Gábor, Simor András. Lektorálta: Fekete Sándor)
- Bús napok. Történelmi elbeszélések; összeáll., előszó, tan., jegyz. Cselényi István Gábor; Városi Tanács, Tiszavasvári, 1989
- A szerelmes bajnok. Víg hősköltemény öt énekben; sajtó alá rend., előszó, jegyz. Simor András, tan. Fekete Sándor; Eötvös, Bp., 1996 (Eötvös klasszikusok)
- Vasvári Pál két kiadatlan írása; szerk. Marton Jenőné, Kovács Andrásné, Simor András; Táncsics Gimnázium, Bp., 2000 (Táncsics-sorozat)

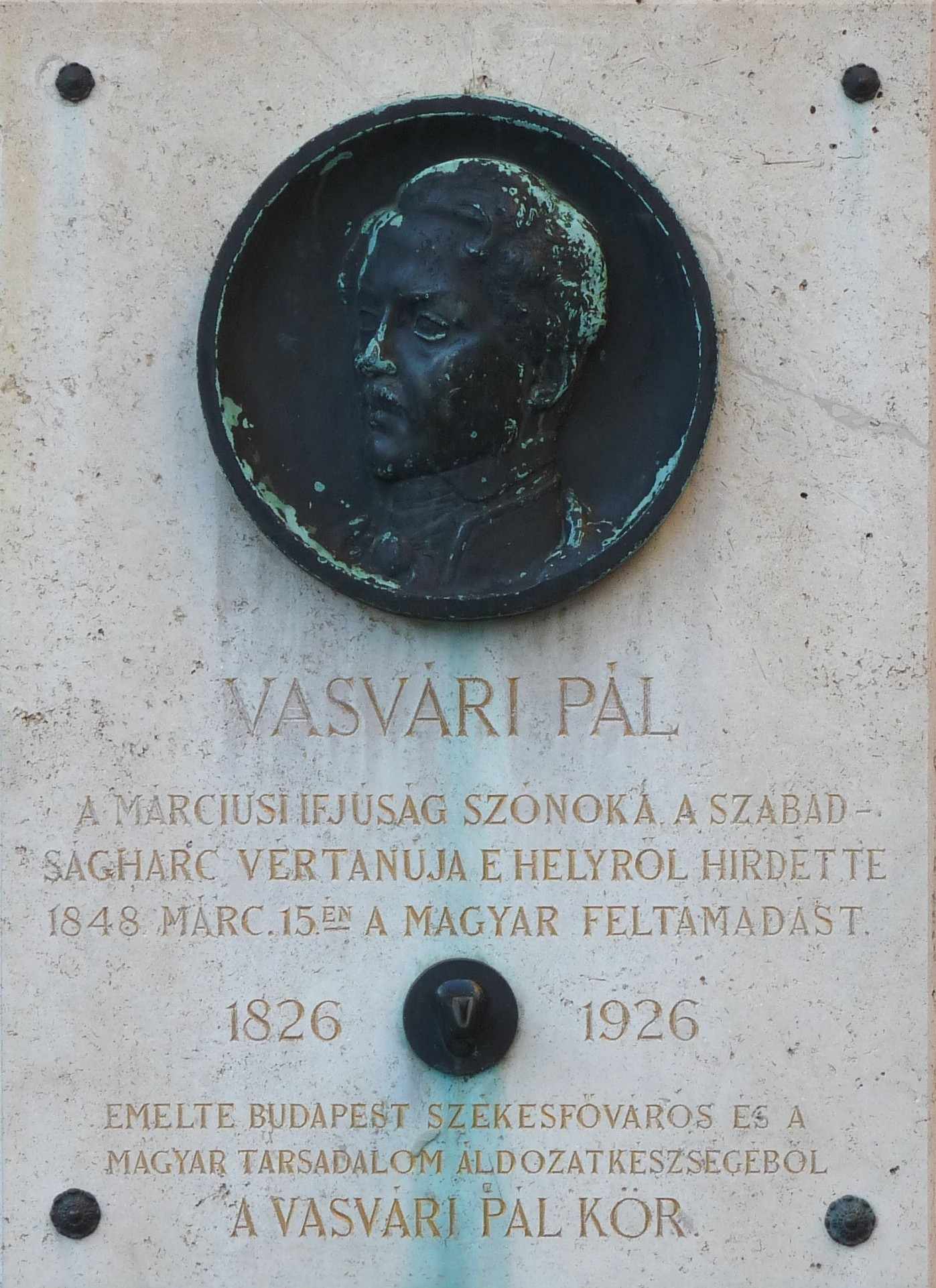
Emléktáblája Budapest VIII. kerületében

## Emlékezete
- Vasvári Napok Erdélyben
- Vasvári Pál Múzeum – Tiszavasvári
- Vasvári Pál Emlékház – Nyírvasvári Archiválva 2018. január 5-i dátummal a Wayback Machine-ben

### Oktatási intézmények
- Vasvári Pál Általános Iskola – Dunaújváros
- Nyíregyházi Vasvári Pál Gimnázium
- Szegedi Gazdasági Középiskola Vasvári Pál Tagintézménye
- Vasvári Pál Gimnázium – Székesfehérvár
- Vasvári Pál Tagintézmény – Újfehértó Archiválva 2013. július 25-i dátummal a Wayback Machine-ben
- Székesfehérvári Vasvári Pál Általános Iskola
- Tiszaszentimrei Vasvári Pál Általános Iskola Archiválva 2020. március 19-i dátummal a Wayback Machine-ben